# Saab Aero-X
Saab Aero-X e последната автомобилна концепция от Saab Automobile AB, изложена за пръв път през 2006 г. на автомобилния салон в Женева.
Автомобилът се захранва от 2,8-литров 6-цилиндров V-образен турбодвигател, който гори чист етанол. Максималната скорост на колата е 250 km/h, а ускорението от 0 до 100 km/h се осъществява за 4,9 s. Скоростната кутия е 7-степенна. Шасито е изработено от въглеродни нишки, а дизайнът на купето е повлиян от изтребителя JAS 39 Gripen.